# OPERATION G.G.
『OPERATION G.G.』（オペレーション ジー・ジー）はさいとう・たかをの劇画作品。
鷹匠政彦によるオリジナル脚本。
一話80ページの全15話からなる。
1999年から2001年にかけて、リイドコミック及びリイドコミック爆（リイド社）に連載された。

## 内容
日本人5人による秘密チーム「オペレーションG・G」が、外国での内戦・テロ・誘拐事件などに巻き込まれた日本人を救出する秘密作戦を描く。

### オペレーションG・Gとは
たとえ外国で人質にされた日本人を救出する為でも、日本政府が武装した自衛隊や警察をその国へ送ることは憲法上認められていない。そこで「外国で危険に陥った日本人を救出すること」を目的に「ひとりの元省庁幹部と自衛隊対テロ特殊部隊以上の戦闘能力を持った5人」が集まった。表の顔はNPO「海外邦人危機管理研究所」。この5人が「オペレーションG・G」である。「オペレーションG・G」の活動は日本政府中枢の暗黙の認可を受けているが、多くが海外での非合法な任務であるため一切が秘密裏に行なわれる。「G・G」はリーダー五条厳（ごじょう げん〉の頭文字であると同時に「Gun ＆ Genocide」、すなわち世界中に蔓延する銃器と大量殺戮から人々を救う意味が込められている。

## 登場人物

### オペレーション G・Gメンバー
五条 厳
リーダー。元米陸軍デルタフォース隊員で湾岸戦争の英雄(最終階級・大尉)。チーム内では作戦立案と近接戦闘を主に担当。
ドク(日下部)
医師であり、また心理学博士としての顔を持つ。かつてはコロンビア・メデジン市の病院に医師として勤務していた。狙撃を得意とする。また、外国語に堪能でサマル語やアンゴラの部族語などを聞き取ることができる。口髭とサングラスがトレードマーク。
麻生 イザベル 繁美
金髪の女性。元フランスの航空会社の客室乗務員(後に治安要員)。その後、ジェシー・ロンのコンバットアカデミーで訓練を受けた後、オペレーションG・Gに加入。拳銃やサブマシンガンによる近接戦闘を得意とする。フランス語の他、ロシア語にも堪能である。
坂東
関西弁を話す大男。フランス外人部隊出身(当時の愛称は「ヒデ」)。爆弾処理及びグレネードランチャーを得意とする。頸部左側に傷があるが、これは国連平和維持軍としてユーゴスラビアに派遣されていた時に榴弾砲の破片を受けて出来たもの。
矢島 翔一
元傭兵。乗物の操縦を得意とし、作中では戦車、飛行機、ディーゼル鉄道の操縦を行っていた。トレードマークはバンダナと咥えタバコ。

### 協力者
大河内 宏臣
海外邦人危機管理研究所所長。元外務省事務次官。政府等からオペレーション G・Gへの依頼の窓口を務める。オペレーション G・Gのメンバーからは「オヤジ」と呼ばれる。

## 各話タイトル
1. MISSION.1 [スールー海の虹]
2. MISSION.2 [クメールの赤い土]
3. MISSION.3 [高度3000米(メートル)射殺指令]
4. MISSION.4 [血塗られし黄金郷(エル・ドラード)]
5. MISSION.5 [消えたシベリア特急0(ゼロ)号車]
6. MISSION.6 [ダイヤモンドの豚ども]
7. MISSION.7 [愚か者は死す]
8. MISSION.8 [オルレアンの薔薇]
9. MISSION.9 [野獣は礼服を着る]
10. MISSION.10 [独裁者のゲーム]
11. MISSION.11 沖縄サミット殲滅計画 [天使の聴いた歌声]
12. MISSION.12 [革命家(ゲバラ)は二度死ぬ]
13. MISSION.13 [予防処刑]
14. MISSION.14 [鋼鉄の一角獣(ユニコーン)]
15. MISSION.15 [メコンの彼方]